# Exechopsis
Exechopsis este un gen de păianjeni din familia Linyphiidae.
Cladograma conform Catalogue of Life:
| Exechopsis | \| \| Exechopsis conspicua \| \| \| \| \| \| Exechopsis versicolor \| \| \| \| |
|            | \| \| Exechopsis conspicua \| \| \| \| \| \| Exechopsis versicolor \| \| \| \| |
|            | Exechopsis conspicua                                                           |
|            |                                                                                |
|            | Exechopsis versicolor                                                          |
|            |                                                                                |